# Parafia Bożego Ciała i św. Stanisława Biskupa w Modlnej
Parafia Bożego Ciała i św. Stanisława Biskupa w Modlnej – parafia rzymskokatolicka w Modlnej, znajdująca się w archidiecezji łódzkiej, w dekanacie ozorkowskim.
Według stanu na miesiąc luty 2017 liczba wiernych w parafii wynosiła 1567 osób.